# Carnot-kredsproces
En Carnot-kredsproces eller Carnot-cyklus er en termodynamisk kredsproces, der opnår den maksimale nyttevirkning, som dog stadig er under 1. Bortset fra på mikroskopisk niveau kan en Carnot-varmluftmotor ikke fremstilles i virkeligheden, men den står som den teoretisk øvre grænse for varmekraftmaskiners effektivitet jf. Carnots sætning.
Carnot-kredsprocessen blev formuleret af Sadi Carnot (1796-1832).

## Kredsprocessen
Under Carnots kredsproces bliver en idealgas udsat for kompression og ekspansion, og processen kan deles op i fire delprocesser. Motoren er i kontakt med et varmt reservoir med temperaturen {\displaystyle T_{\text{H}}} ({\displaystyle {\text{H}}} for Hot) og et koldt med temperaturen {\displaystyle T_{\text{C}}} ({\displaystyle {\text{C}}} for Cold).
- I starten (1) har gassen den høje temperatur {\displaystyle T_{\text{H}}} og udvides derfra isotermt, så temperaturen holdes konstant. Derved modtager gassen varmen {\displaystyle Q_{\text{H}}} fra det varme reservoir. Den overførte varme under en isoterm ekspansion af en idealgas er givet ved:

{\displaystyle Q_{\text{H}}=nRT_{\text{H}}\ln \left({\frac {V_{2}}{V_{1}}}\right)}
hvor {\displaystyle n} er stofmængden, {\displaystyle R} er gaskonstanten, og {\displaystyle V} er volumen.
- Gassen ekspanderer nu yderligere (2-3) adiabatisk, indtil temperaturen af gassen er faldet til {\displaystyle T_{\text{C}}}. For en adiabatisk ekspansion gælder det, at:

{\displaystyle T_{\text{H}}V_{2}^{\gamma -1}=T_{\text{C}}V_{3}^{\gamma -1}}
og derfor er forholdet mellem temperaturerne givet ved:
{\displaystyle {\frac {T_{\text{H}}}{T_{\text{C}}}}=\left({\frac {V_{3}}{V_{2}}}\right)^{\gamma -1}}
- I den tredje proces komprimeres gassen nu (3-4) igen isoterm, hvilket får gassen til at afgive varmen {\displaystyle Q_{\text{C}}} til reservoiret. Som før er denne varme givet ved:

{\displaystyle Q_{\text{C}}=-nRT_{\text{C}}\ln \left({\frac {V_{4}}{V_{3}}}\right)=nRT_{\text{C}}\ln \left({\frac {V_{3}}{V_{4}}}\right)}
hvor det negative fortegn angiver, at varmen forlader gassen.
- Til sidst komprimeres gassen adiabatisk for at komme tilbage til tilstand 1 med temperaturen {\displaystyle T_{\text{H}}}. Det gælder altså, at

{\displaystyle {\frac {T_{\text{C}}}{T_{\text{H}}}}=\left({\frac {V_{1}}{V_{4}}}\right)^{\gamma -1}}
Forholdet mellem {\displaystyle Q_{\text{H}}} og {\displaystyle Q_{\text{C}}} kan nu udledes. Fra de isoterme processer ses det, at:
{\displaystyle {\frac {Q_{\text{H}}}{Q_{\text{C}}}}={\frac {nRT_{\text{H}}\ln \left({\frac {V_{2}}{V_{1}}}\right)}{nRT_{\text{C}}\ln \left({\frac {V_{3}}{V_{4}}}\right)}}={\frac {T_{\text{H}}}{T_{\text{C}}}}{\frac {\ln \left({\frac {V_{2}}{V_{1}}}\right)}{\ln \left({\frac {V_{3}}{V_{4}}}\right)}}}
Fra de adiabatisk processer vides det, at volumenerne er relateret ved
{\displaystyle {\frac {T_{\text{H}}}{T_{\text{C}}}}=\left({\frac {V_{3}}{V_{2}}}\right)^{\gamma -1}=\left({\frac {V_{4}}{V_{1}}}\right)^{\gamma -1}}
Omarrangeringen af ligningen viser:
{\displaystyle {\frac {V_{3}}{V_{4}}}={\frac {V_{2}}{V_{1}}}}
Da disse to brøker altså i virkeligheden er ens, forsimples udtrykket for varmeoverførslerne:

| {\displaystyle {\frac {Q_{\text{H}}}{Q_{\text{C}}}}={\frac {T_{\text{H}}}{T_{\text{C}}}}} | \| \| \| \| \| \| \| \| | (1) |
|                                                                                           |                         |     |
|                                                                                           |                         |     |
Jo større temperaturforhold, jo større er forskellen i varmeoverførsel. Denne ligning kan bruges til at definere temperatur.

## Arbejde og nyttevirkning
Nyttevirkningen {\displaystyle \eta } kan nu beregnes. Den er defineret som forholdet mellem den tilførte varme {\displaystyle Q_{\text{H}}}, og det effektive arbejde ydet på omgivelserne {\displaystyle W_{\text{out}}}:
{\displaystyle \eta ={\frac {W_{\text{out}}}{Q_{\text{H}}}}}
Arbejdet kan findes ved at udnytte, at en fuldendt kredsproces har bevaret den indre energi, og at tilført arbejde derfor er minus den tilførte varme:
{\displaystyle \Delta W=-\Delta Q}
Arbejde på gassen regner arbejde på omgivelserne som negativ:
{\displaystyle \Delta W=-W_{\text{out}}}
Og den tilførte varme må blot være:
{\displaystyle \Delta Q=Q_{\text{H}}-Q_{\text{C}}}
Arbejdet, som kommer ud af en Carnot-varmluftmotor, er altså:
{\displaystyle W_{\text{out}}=Q_{\text{H}}-Q_{\text{C}}}
Dette indsættes i udtrykket for nyttevirkningen:
{\displaystyle \eta ={\frac {Q_{\text{H}}-Q_{\text{C}}}{Q_{\text{H}}}}=1-{\frac {Q_{\text{C}}}{Q_{\text{H}}}}}
Vha. lign. 1 kan varmen erstattes med temperaturerne:
{\displaystyle \eta _{\text{Carnot}}=1-{\frac {T_{\text{C}}}{T_{\text{H}}}}}
Temperaturene skal indsættes i Kelvin. Jo større temperaturforhold, jo bedre er varmeudnyttelsen altså. En nyttevirkning på 1 er en 100 % omdannelse af varme til arbejde, men det ses, at 100 % ikke kan opnås for endelige temperaturer.

## Carnot-varmepumpe
Hvis en Carnot-kredsproces forløber omvendt, udføres et arbejde for at transportere varme fra et koldt reservoir til et varmt. En omvendt Carnot-varmluftmotor er således en varmepumpe. Nyttevirkningen er da også omvendt, da den beskriver, hvor meget varme kan pumpes i forhold til arbejdet:
{\displaystyle \eta _{\text{varmepumpe}}={\frac {Q_{\text{H}}}{W_{\text{out}}}}={\frac {1}{\eta _{\text{Carnot}}}}={\frac {1}{1-{\frac {T_{\text{C}}}{T_{\text{H}}}}}}}
Temperaturene skal indsættes i Kelvin. Det ses, at en Carnot-varmepumpe har en nyttevirkning på over 1.